# Istiaía
Pour les articles homonymes, voir Histiée (homonymie).
Istiaía ou Istiea (en grec : Ιστιαία, en français Histiée) est un village d'Eubée, en Grèce. Il tient son nom de la ville antique d'Histiée. Siège d'un dème (municipalité) indépendant jusqu'en 2010, il fait partie du dème d’Histiée-Edipsós depuis la réforme Kallikratis (2010).

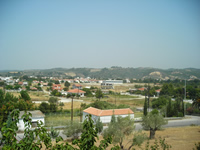
Vue depuis la colline Dexameni

Le village actuel a été créé peu de temps avant l'occupation turque en Eubée vers 1470. Anciennement nommé « Xirochori », dans le recensement de 1474 et par le navigateur Daponte au XVIIe siècle, il a été renommé au XIXe siècle.
La province est contrôlée et dirigée par Ali Pacha de Janina, jusqu'à son assassinat de janvier 1822. La région a été témoin d'affrontements entre Grecs et Turcs pendant la guerre de 1821. La Guerre d'indépendance grecque libère toute l'île d'Eubée.
Istiaía possède un « Musée d'histoire naturelle », créé par le Club de chasse de la ville.

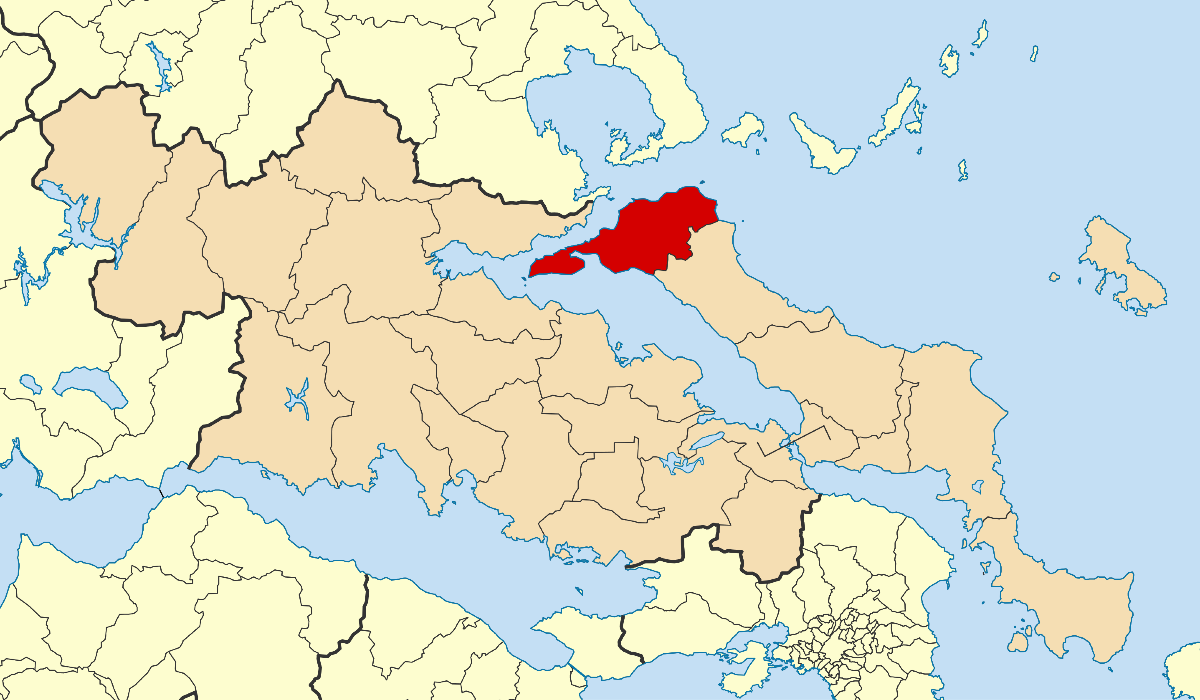
Dème d’Histiée-Edipsós à la suite de la réforme Kallikratis (2010)